# Liêu Gia Trinh
Liêu Gia Trinh (tiếng Trung: 廖嘉貞), không rõ quê quán, là đại thần nhà Lý trong lịch sử Việt Nam.

## Tiểu sử
Năm 1028, vua Lý Thái Tông lên ngôi, dẹp loạn ba vương, phong thưởng quần thần. Liêu Gia Trinh được phong chức Trung thư thị lang.

## Thông tin thêm
Trong Đại Việt sử lược, tên của ông được chép là Liêu Gia Chân (tiếng Trung: 廖嘉真). PGS Ngô Đức Thọ khi nghiên cứu đã đưa ra khả năng Việt sử lược chép vậy để kỵ húy Thuận Trinh hoàng hậu, hoàng hậu thứ hai của Trần Thái Tông, được phong cùng thời với Chiêu Thánh hoàng hậu.

## Nhận xét
Lê Tung nhận xét: ...Còn những bậc như Đào Cam Mộc, Đào Thạc Phụ, Lương Nhậm Văn, Đào Xử Trung, Lý Đạo Kỷ, Liêu Gia Trinh, Kim Anh Kiệt, Tào Lương Hàn, Dương Cảnh Thông, Nguỵ Trọng Hoằng, Lưu Vũ Nễ, Lý Công Bình, Hoàng Nghĩa Hiền, Lý Kính Tu, không biết can vua để nêu tục tốt, cho nên chính trị không được bằng đời cổ là phải.